# Non Plus Ultra (Schriftmaß)
Non Plus Ultra (2 Punkt)
Microscopique (2,5 Punkt)
Brilliant (3 Punkt)
Diamant (4 Punkt)
Perl (5 Punkt)
Nonpareille (6 Punkt)
Insertio (6,5 Punkt)
Kolonel (7 Punkt)
Petit (8 Punkt)
Borgis (9 Punkt)
Korpus (10 Punkt)
Rheinländer (11 Punkt)
Cicero (12 Punkt)
Mittel (14 Punkt)
Tertia (16 Punkt)
Paragon (18 Punkt)
Text (20 Punkt)
Kanon (36 Punkt)
Konkordanz (48 Punkt)
Sabon (60 Punkt)
Non Plus Ultra oder Viertelpetit ist ein Schriftgrad. Er ist im Bleisatz der kleinste je gegossene Schriftgrad und hätte regulär eine Kegelhöhe von zwei Didot-Punkten, das entspricht 0,752 mm.
Die Schrift wurde in der Schriftgießerei Enschedé in Haarlem (Holland) hergestellt. Da eine so kleine Schrift kaum zu gießen und noch weniger von Hand zu setzen war, produzierte man das winzige Schriftbild auf einem 2 1⁄2-Punkt-Kegel (also 0,94 mm stark).
Setzerisch hatte die Schrift wegen ihrer Feinheit wenig Wert; sie war nur ein Beispiel höchster technischer Leistungsfähigkeit.
Drei Viertelpetit ergeben eine Nonpareille.